# Christian de Boisredon
Pour les articles homonymes, voir Boisredon (homonymie).
Christian Alefsen de Boisredon, né le 2 février 1974 à Saint-Germain-en-Laye, est un « entrepreneur social » (Ashoka Fellow), pionnier du mouvement du journalisme de solutions, fondateur de Sparknews et conférencier.
Ancien consultant en stratégie et conduite du changement chez BearingPoint, il fonde en 2011 Sparknews, une « entreprise sociale » qui identifie les projets innovants et positifs et les partage à travers ses opérations éditoriales internationales en fédérant les grands médias. 
L’Impact Journalism Day fédère par exemple 55 journaux leaders comme Le Monde, le Sunday Times, Times of India, Asahi Shimbun, Al Hayat, The China Post, Le Figaro, O Globo , etc., dans cinquante pays pour publier des suppléments dédiés aux solutions qui changent le monde (lus par 120 millions de lecteurs ,).
Christian de Boisredon est également co-auteur du livre L’Espérance autour du monde (éd. Pocket), récit du premier tour du monde à la rencontre des « entrepreneurs sociaux ». 

## Biographie

### Le Tour du monde de l'espérance
Dans un entretien intitulé « Le Tour du Monde de l'espérance » qu'il donne le 25 novembre 2007 sur France info, Christian de Boisredon raconte comment il a réalisé à l'âge de 24 ans un tour du monde à la rencontre des gens « qui font avancer le monde». À la suite de cette aventure, L'Espérance autour du Monde, livre écrit en 2001 avec ses deux compagnons de voyage, Fougeroux et Rosanbo, est devenu un best seller et traduit en plusieurs langues. Ce projet a été le premier tour du monde à thème de ce type et il a lancé la vogue de tours du monde engagés qui a suivi dont 80 hommes pour changer le monde et Passeurs d'Espoirs.

### Reporters d'Espoirs
Alors qu'il est consultant en stratégie et en conduite du changement chez BearingPoint, il initie et co-fonde en 2003 l'association Reporters d'Espoirs, qu'il présidera et dirigera jusqu'à 2007. À titre d'exemple[style à revoir], Christian et Patrick Busquet créateurs et porteurs du projet, ont initié le Libé des solutions fin 2007 : ce numéro de Libération sera la meilleure vente de l'année et Libération reproduira l'opération plusieurs fois avec succès.

### Production cinéma
En 2006, Christian de Boisredon se lance avec son associé dans la production d'une fiction inspirée de l'histoire du Professeur Muhammad Yunus, le père du Microcrédit. Deux mois plus tard, ce dernier reçoit le Prix Nobel de la paix, ouvrant les portes d'Hollywood aux producteurs français. Les rejoint dans l'aventure Phyllida Lloyd, ayant réalisé déjà le plus grand succès de l'histoire du cinéma jamais réalisé par une femme et le 5e plus gros succès mondial de 2008 (Mamma Mia!, 600 millions de dollars de recettes) et Iron Lady, avec Meryl Streep. David Thompson, l'ancien patron de BBC Films et Tessa Ross (patronne de Film 4 et initiatrice/coproductrice notamment de Slumdog Millionaire) les rejoignent également,. Le film devait sortir en 2013 mais reste en suspens pour des raisons politiques au Bangladesh[réf. nécessaire].
La société de production Can do Films développe ou coproduit également d'autres projets porteurs de sens dont Imagine avec dans le rôle principal Alexandra Maria Lara (The Reader). Imagine est sorti en France en 2013.

### Sparknews
En 2011, Christian de Boisredon fonde Sparknews, une entreprise sociale qui a pour mission de partager les projets qui proposent des solutions innovantes aux problèmes de société. Sparknews est une entreprise sociale avec une vocation très internationale (Sparknews travaille avec les grands médias de 50 pays) organisée en 3 pôles : sourcing/veille, agence de presse et conférences/conseil,.
Ancien membre d'Ingénieurs sans frontières (en Asie), Christian de Boisredon a également été enseignant et éducateur auprès de jeunes des banlieues.
En 2014, il apparaît dans le documentaire La Part du colibri, sur l'optimisme dans les médias, réalisé par Baptiste Gapenne et William Buzy.

## Publication
- L'Espérance autour du Monde (avec Fougeroux et Rosanbo, préfacé par Dominique Lapierre), Presses de la Renaissance, 2000 et Pocket, 2004)